# Recours pour excès de pouvoir à Monaco
Pour les autres articles nationaux ou selon les autres juridictions, voir Recours pour excès de pouvoir.
L'article 90B de la Constitution de Monaco dispose :
« B.- En matière administrative, le Tribunal Suprême statue souverainement :
l° ) sur les recours en annulation pour excès de pouvoir formés contre les décisions des diverses autorités administratives et les ordonnances souveraines prises pour l'exécution des lois, ainsi que sur l'octroi des indemnités qui en résultent ;